# Susanna im Bade (Francesco Hayez)
Susanna im Bade ist ein Gemälde von Francesco Hayez aus dem Jahr 1850. Es stellt die im Buch Daniel (Altes Testament) erwähnte badende Susanna dar. Bei diesem Motiv spielt meist auch eine Rolle, dass es als biblisches Thema einen legitimen Anlass zur (erotischen) Aktdarstellung bietet. Für dieses Werk wird im Besonderen davon ausgegangen. Ein Hinweis darauf ist das Fehlen der Männer, welche bei der zugrundeliegenden Erzählung eine zentrale Rolle spielen, und der damit mögliche hohe Flächenanteil, welche die nackte Gestalt am Bild hat.